# Wilhelm Rhomberg

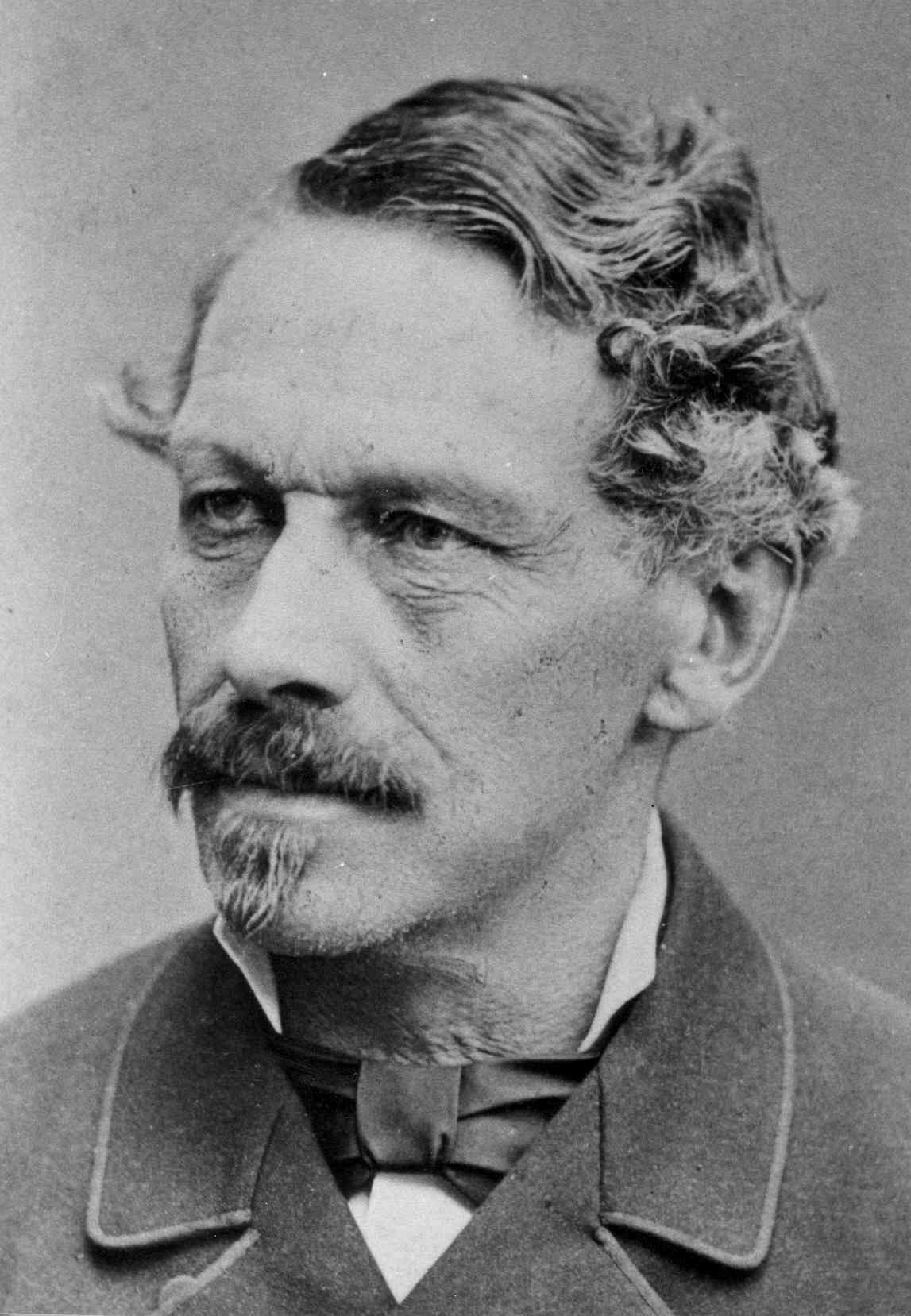
Wilhelm Rhomberg

Wilhelm Rhomberg (* 29. Juli 1825 in Dornbirn; † 13. September 1887 ebenda) war ein österreichischer Textilfabrikant und Politiker. Rhomberg war von 1864 bis 1867 Bürgermeister von Dornbirn und Abgeordneter zum Vorarlberger  Landtag sowie Landeshauptmannstellvertreter.

## Leben und Wirken
Wilhelm Rhomberg wurde am 29. Juli 1825 als Sohn des Dornbirner Textilfabrikanten und späteren Bürgermeisters Johann Lorenz Rhomberg (1785–1851)  und dessen Frau Maria Katharina Luger in Dornbirn im Vorarlberger Rheintal geboren. Nachdem er in Genf und Triest sowie in England und Frankreich eine umfangreiche Berufsausbildung absolviert hatte, wurde Wilhelm Rhomberg 1851 nach dem Tod seines Vaters Gesellschafter von Herrburger und Rhomberg, einem der größten Textilunternehmen in Dornbirn zu dieser Zeit. Gemeinsam mit seinem Schwager Albert Rhomberg führte er in der Folge bis etwa 1880 die Geschäfte des Unternehmens.
Am 30. September 1851 heiratete Wilhelm Rhomberg in Dornbirn Maria Emilia Rhomberg (1827–1856), mit der er drei gemeinsame Kinder bekam. Nach dem Tod seiner ersten Frau im Jahr 1856 heiratete er am 24. August 1857 zum zweiten Mal. Mit seiner zweiten Ehefrau, Maria Anna Rhomberg (1830–1911), bekam er erneut zwei Kinder.
Ab 1861 wurde Wilhelm Rhomberg auch politisch tätig und war als Mitglied der Konservativen im Dornbirner Gemeindeausschuss tätig. 1864 wurde er zum Bürgermeister Dornbirns, zum Abgeordneten zum Vorarlberger Landtag in dessen 1. Gesetzgebungsperiode sowie zum Landeshauptmannstellvertreter gewählt. In den beiden zuletzt genannten Funktionen auf Landesebene folgte er David Fussenegger nach, als Bürgermeister wurde er Nachfolger seines Schwagers Albert Rhomberg. Im Landtag wurde Wilhelm Rhomberg am 2. März 1864 als Abgeordneter des Marktes Dornbirn angelobt und blieb bis zum Ende der Legislaturperiode im Jahr 1867 Landtagsabgeordneter und Landeshauptmannstellvertreter.